# Етель Томсон-Ларкомб
Етель Томсон-Ларкомб (англ. Ethel Thomson Larcombe; 8 червня 1879 — 11 серпня 1965) — колишня британська тенісистка.
Перемагала на турнірах Великого шолома в одиночному та змішаному парному розрядах.

## Фінали турнірів Великого шолома

### Одиночний розряд (1–2)
| Результат | Рік   | Турнір               | Покриття | Суперниця               | Рахунок       |
| --------- | ----- | -------------------- | -------- | ----------------------- | ------------- |
| Поразка   | 19032 | Вімблдонський турнір | Трава    | Доротія Даґласс         | 6–4, 4–6, 2–6 |
| Перемога  | 19121 | Вімблдонський турнір | Трава    | Шарлотта Купер          | 6–3, 6–1      |
| Поразка   | 1914  | Вімблдонський турнір | Трава    | Доротія Ламберт Чамберс | 5–7, 4–6      |

### Парний розряд (3 поразки)
| Результат | Рік  | Турнір               | Покриття | Партнерка               | Суперниці                    | Рахунок       |
| --------- | ---- | -------------------- | -------- | ----------------------- | ---------------------------- | ------------- |
| Поразка   | 1914 | Вімблдонський турнір | Трава    | Едіт Геннем             | Аґнес Мортон Елізабет Раян   | 1–6, 3–6      |
| Поразка   | 1919 | Вімблдонський турнір | Трава    | Доротія Ламберт Чамберс | Сюзанн Ленглен Елізабет Раян | 6–4, 5–7, 3–6 |
| Поразка   | 1920 | Вімблдонський турнір | Трава    | Доротія Ламберт Чамберс | Сюзанн Ленглен Елізабет Раян | 4–6, 0–6      |

### Мікст (1–1)
| Результат | Рік  | Турнір               | Покриття | Партнер           | Суперник і суперниця            | Рахунок          |
| --------- | ---- | -------------------- | -------- | ----------------- | ------------------------------- | ---------------- |
| Поразка   | 1913 | Вімблдонський турнір | Трава    | Джеймс Сесіл Парк | Аґнес Такі Гоуп Крісп           | 6–3, 3–5 retired |
| Перемога  | 1914 | Вімблдонський турнір | Трава    | Джеймс Сесіл Парк | Марґеріт Брокеді Ентоні Вілдінґ | 4–6, 6–4, 6–2    |